# Paperino nel deserto dei miraggi
Paperino nel deserto dei miraggi (Crazy with the Heat) è un film del 1947 diretto da Bob Carlson. È un cortometraggio animato della serie Donald & Goofy, prodotto dalla Walt Disney Productions e uscito negli Stati Uniti il 1º agosto 1947, distribuito dalla RKO Radio Pictures. È noto anche come Paperino e Pippo nel deserto dei miraggi.

## Trama
Paperino e Pippo viaggiano in macchina nel deserto, quando all'improvviso l'automobile si ferma e Pippo (dopo averla smontata) scopre che la benzina è esaurita. I due proseguono a piedi per andare a far rifornimento, ma ben presto esauriscono l'acqua. Paperino va verso un ghiacciaio, che però continua a spostarsi. Pippo, nel frattempo, va in un bar per prendere un gelato, ma, non appena sta per mangiarlo, il bar e il gelato scompaiono; ciò si ripete per un po' di volte, finché il barista ordina a Pippo di pagare il conto. Pippo, però, non ha soldi e il barista, arrabbiato, si mette a picchiarlo insieme a Paperino, giunto lì in questo frangente. I due riescono a fuggire dalla rabbia del barista grazie a un cammello.

## Distribuzione

### Edizione italiana
Il primo doppiaggio italiano è quello effettuato nel 1988 per l'inclusione del corto nella VHS Disney Adventures. Nel 1991 il corto fu ridoppiato dalla Royfilm per l'inclusione nella VHS Eurodisney (Philips) e tale doppiaggio fu usato in tutte le successive occasioni.

### Edizioni home video

#### VHS
- Disney Adventures (aprile 1988)
- Eurodisney (Philips) (settembre 1991)

#### DVD
Il cortometraggio è incluso nel DVD Walt Disney Treasures: Semplicemente Paperino - Vol. 3.